# Radimek (Brantice)
Radimek nebo též Radímek (německy Neu Raden, polsky Radzimek) je osada v Nízkém Jeseníku, součást obce Brantice v okrese Bruntál. Nachází se v katastrálním území Radim u Brantic, asi 9 km západně od Krnova a asi 19 km severovýchodně od Bruntálu.
První písemná zmínka o Radimku pochází z roku 1677. Dříve se osada nazývala Neu Raden („Nová Radim“), přívlastek sloužil k odlišení od (Velké) Radimi, která s ní těsně sousedí.
Protéká tudy potok Krasovka (levostranný přítok řeky Opavy), prochází tudy silnice III/4588. Je zde registrováno 16 čísel popisných (včetně čp. 121, které tvoří samotu Dlouhý Kopec).
| Rok            | 1869 | 1880 | 1890 | 1900 | 1910 | 1921 | 1930 | 1950 |
| -------------- | ---- | ---- | ---- | ---- | ---- | ---- | ---- | ---- |
| Počet obyvatel | 103  | 129  | 131  | 114  | 113  | 95   | 88   | 42   |
| Počet domů     | 20   | 20   | 20   | 20   | 23   | 23   | 21   | 19   |